# صامويل كوفور
صامويل كوفور (بالإنجليزية: Samuel Kuffour) مواليد 3 سبتمبر 1976 في كوماسي، هو لاعب كرة قدم غاني دولي سابق كان يلعب كمدافع. سبق له أن لعب في كأس العالم لكرة القدم مع منتخب بلاده. فاز بميدالية أوليمبية في مسابقة كرة القدم. لعب خلال مسيرته 228 مباراة سجل خلالها 8 أهداف.

## مرحلة الشباب

### أندية لعب لها
- نادي تورينو

## المسيرة الاحترافية

### أندية لعب لها
- بايرن ميونخ
- نادي روما
- أشانتي كوتوكو

## روابط خارجية
- صامويل كوفور على موقع الاتحاد الدولي (مؤرشف)  (الإنجليزية)
- صامويل كوفور على موقع الاتحاد الأوربي (الإنجليزية)
- صامويل كوفور على موقع قاعدة بيانات كرة القدم.إي يو (الإنجليزية)
- صامويل كوفور على موقع بيانات كرة القدم. دي إي (الألمانية)
- صامويل كوفور على موقع ليكيب (الفرنسية)
- صامويل كوفور على موقع ناشيونال فوتبول تيمز (الإنجليزية)
- صامويل كوفور على موقع Soccerway.com (الإنجليزية)
- صامويل كوفور على موقع عالم كرة القدم.نت (الإنجليزية)
- صامويل كوفور على موقع اللجنة الأولمبية الدولية (الإنجليزية)
- صامويل كوفور على موقع أوليمبيديا (الإنجليزية)